# Jerzy Chudek
Jerzy Tadeusz Chudek (ur. 1966) – polski lekarz internista, profesor nauk medycznych. Specjalizuje się w zagadnieniach z zakresu angiologii, hipertensjologii i schorzeń nerek. Wykładowca i profesor zwyczajny na ŚUM w Katowicach. Kierownik Oddziału Chorób Wewnętrznych i Chemioterapii Onkologicznej Samodzielnego Publicznego Szpitala Klinicznego im. Andrzeja Mielęckiego Śląskiego Uniwersytetu Medycznego w Katowicach. Członek korespondent Polskiej Akademii Nauk od 2019 roku. Członek Narodowego Centrum Nauki oraz członek Zarządu Polskiego Towarzystwa Nefrologicznego. Należy również do Polskiego Towarzystwa Nadciśnienia Tętniczego, Polskiego Towarzystwa Ultrasonograficznego, Polskiego Towarzystwa Endokrynologicznego oraz Europejskiego Towarzystwa Nefrologicznego.
Absolwent studiów medycznych na Wydziale Lekarskim Śląskiej Akademii Medycznej w Katowicach (rocznik 1991). Doktoryzował się w 1996 roku na podstawie pracy zatytułowanej Wpływ immersji wodnej na wydzielanie erytropoetyny u chorych na samoistne nadciśnienie tętnicze. Habilitację uzyskał w 2004 roku na podstawie rozprawy pt. Analiza mikrosatelitarna przytarczyczek w pierwotnej i wtórnej nadczynności tych gruczołów.
Tytuł profesora nauk medycznych otrzymał w 2010 roku.
Jeden z wykonawców pracy badawczej Zębopochodne schorzenia odogniskowe w aspekcie chorób sercowo-naczyniowych. Poszukiwanie markerów ryzyka infekcji ogólnoustrojowej, współautor książki Type 1 Diabetic Patients Have Better Endothelial Function After Simultaneous Pancreas-kidney Transplantation Than After Kidney Transplantation with Continued Insulin Therapy.

## Wybrane publikacje naukowe
Jest autorem lub współautorem następujących prac naukowych:
- Plasma adiponectin concentration before and after successful kidney transplantation[8]
- Decreased plasma adiponectin concentration in patients with essential hypertension[9]
- Medical, psychological and socioeconomic aspects of aging in Poland: assumptions and objectives of the PolSenior project[10]
- Impact of early lymph node procurement to facilitate histocompatibility testing on long-term cadaveric kidney graft survival[11]
- Body fat changes and activity of tumor necrosis factor α system--a 5-year follow-up study[12]
- Acute kidney injury before organ procurement is associated with worse long-term kidney graft outcome[13]
- Intraoperative resistance index measured with transsonic flowmeter on kidney graft artery can predict early and long-term graft function[14]
- Association between gene polymorphisms of the components of the renin-angiotensin-aldosteron system, graft function, and the prevalence of hypertension, anemia, and erythrocytosis after kidney transplantation[15]
- Interrelation between genotypes of the vitamin D receptor gene and serum sex hormone concentrations in the Polish elderly population: the PolSenior study[16]
- Intraluminal thrombus thickness is not related to lower concentrations of trace elements in the wall of infrarenal abdominal aortic aneurysms[17]
- Association between vitamin D concentration and levels of sex hormones in an elderly Polish population with different genotypes of VDR polymorphisms (rs10735810, rs1544410, rs7975232, rs731236)[18]
- Evaluation of bone metabolism in obese men and women with metabolic syndrome – Wpływ zespołu metabolicznego na metabolizm kości otyłych mężczyzn i kobiet[19]

## Odznaczenia i wyróżnienia
- Srebrny Krzyż Zasługi (2018)[20]
- zespołowymi nagrodami Rektora ŚAM i ŚUM w Katowicach
- Nagrodą zespołową Polskiego Towarzystwa Nadciśnienia Tętniczego za pracę pt. „Decreased plasma adiponectin concentration in patients with essential hypertension” (2004)
- Nagrodą zespołową Ministra Zdrowia za cykl 2 prac dotyczących roli adiponektyny w patogenezie nadciśnienia tętniczego i chorób nerek (2004)
- Nagrodą zespołową Ministra Zdrowia za pracę „Adiponektyna – adipokina o wyjątkowo korzystnych właściwościach metabolicznych” (2008)
- Nagrodą zespołową Polskiego Towarzystwa Transplantologicznego za cykl prac dotyczący stanu zapalnego przyzębia na przerost lewej komory, wykładniki stanu zapalnego i czynność graftu u chorych po przeszczepie nerki (2009)[2]